# 제15회 서울국제대안영상예술페스티벌
제15회 서울국제대안영상예술페스티벌은 2015년 8월 6일에 열린 시상식이다.

## 수상 및 후보

### 최고구애상
- 란탄 계열 - 에린 에스펠리 수상

### 관객구애상
- 이야기의 역사, 역사의 이야기 - 김하경 달린 수상

### 대안영화상
- 감정의 시대: 서비스 노동의 관계미학 - 김숙현 수상

### 아이공상
- 이야기의 역사, 역사의 이야기 - 김하경 달린 수상

### 가상의정치
- 인간적인, 너무나 인간적인 - 막시밀리언 하슬베르거
- 자업자득 - 존 조스트
- 사라진 시간 - 세바스찬 메즈
- 붕괴 - 이원우
- 프릭 아웃! - 칼 제버
- 랑랑_상상박물관 - 정혜정
- 꽃병 - 서평주
- 감각의 경로 - 민병훈
- 집에 사는 이미지들 - 유성훈
- [[[-]엮기 [-]잇기]] - 김주미
- 서울의 입구 - 김다연
- 경계1 - 송민우
- 출입구 - 전민혁
- 오가닉 브리지 - 권수진
- 가을 영화 - 이장욱
- 평원 모음곡 서곡 - 최해리
- 논란들 - 라이언 멕케나
- 벨린다 입양하기 - 제인 진 카이젠
- 안데르손가 재방문 - 제인 진 카이젠
- 사랑하는 벨린다 - 제인 진 카이젠
- EU시대의 사랑 - 스테판 그로스
- 섹시 보이 - 지안루카 만제티
- 복사계 - 엑시드

### 새로운 상상+쓰임새
- 자우어브루크 후톤의 건축가들 - 하룬 파로키
- 노동의 싱글 숏 - 하룬 파로키
- 유예기간 - 김경묵 외1명
- 지나가는 사람들 - 김경만
- 비엔나 미술사 박물관 - 요하네스 홀즈하우젠
- 물물교환 - 조세영
- 요코하마에서의 춤 2008 - 김형주 외1명
- 자장가 - 프셰메크 벵그즌
- 레이스 - 김소윤
- 피츠버그엔 비가 와 - 제시 맥클린

### 글로컬 구애전 X
- 범전 - 오민욱
- 어글리 원 - 에리크 보들레르
- 파올로의 꿈 - 키리네오스 파파디마토스 외1명
- 디지털 시대의 상실 - 마리오 페이퍼
- 빛의 편지 - 루이스 헨더슨
- 납스 - 투명인간의 비망록 - 타미 리베르만
- 잠재적 공간 - 구즈타브 하모스 외1명
- 하드보일드 원더랜드 - 허욱
- 어느 관광엽서의 일생 - 권혜원 외1명
- 앤도 - 니나 유엔
- 헤어 - 위밋 타얌
- 로봇을 위한 레퀴엠 - 크리스토프 라이너
- 유용한 모든 것 - 핌 즈비어
- 보안 조치 - 프셰메크 벵그즌
- 서브스탄츠 - 세바스찬 메즈
- 나미비아 독일 식민 건축에 대한 소묘 - 아르네 분크
- 백만 걸음 - 에바 스토츠
- 성형은 요리다 - 김황연
- 무게 - 케이트 데이비스
- 백워드 런 - 아이스 카르탈
- 곰 - 파스칼 플뢰르크
- 컵 밥 - 임민영

### 장편 신작전
- 서울 데카당스 - 옥인 콜렉티브
- 트루 컬러스 - 아옐렛 알벤다
- 최후변론 - 황윤정
- 춤추는 사냥꾼과 토끼 - 심혜정
- 진 - 안나 시포
- 이것을 들어봐 - 톰 러브닛츠
- SEX/LESS - 김경묵
- 프로필 - 엘리스 드 비쉐르
- 레지스테렉토미 - 체이스 조인트
- 천사로부터의 노래 - 데이빗 웨이스만

### 20주년 특별전: 2000-2020 한국 대안영상예술 어디까지 왔나
- 파편 - 루앙루파
- 무엇 - 레자 아피시나
- 충돌 - 앙군 프리암보도
- 선라이즈 자이브 - 마할디카 유다
- 알람: 슈하다 - 하피즈
- 빌랄 - 바가스워로 아리아닝티아스
- 메마넨 마타하리 - 프릴라 타니아
- 아데간 우사이 후잔 - 샤이풀 안와르
- 비디오 모델 - 나스타샤 애비게일
- E-루키야 - 아리아 수카푸라 푸트라
- 투아 다리 티무르 - 할라만 파푸아
- 레인 애프터 - 모하마드 파우지

### 테마 섹션
- 피터 - 알랭 카발리에
- 천국 - 알랭 카발리에
- 르네 - 알랭 카발리에
- 필름맨 - 알랭 카발리에
- 알랭 카발리에의 초상 Ⅰ - 알랭 카발리에
- 알랭 카발리에의 초상 Ⅱ - 알랭 카발리에